# Arthur Nikisch
Arthur Augustinus Adalbertus Nikisch (eller Artúr Nikisch), född 12 oktober 1855 i Mosonszentmiklós (Lébényi Szentmiklós), Ungern, död 23 januari 1922 i Leipzig, var en ungersk dirigent huvudsakligen verksam i Tyskland.

## Biografi
Arthur Nikisch studerade vid konservatoriet i Wien 1867-74, 1877 flyttade till Leipzig där han 1878-1889 var kapellmästare för Leipzig Opera. Var han dirigent för symfonikonserter i Boston och 1893-95 operakapellmästare i Budapest.
Från 1895 och var han musikdirektör för Gewandhausorkestern och samtidigt dirigent för Berlins Filharmoniska Orkester - dessa två positioner höll han till sin död, han var därutöver dirigent för den filharmoniska orkestern i Hamburg.
År 1912 tog han London Symphony Orchestra på turné till USA - som den första europeiska orkestern. År 1913 gjorde han den första kompletta inspelningen av en symfoni - Beethovens "Femma", med Berliner Filharmonikerna.
Särskilt berömda är hans tolkningar av Schumann, Liszt och Tjajkovskij.